# Märta Stenevi
Märta Stenevi, née Wallin le 30 mars 1976, est une femme politique suédoise affiliée à Parti de l'environnement Les Verts. Entre février et novembre 2021, elle est ministre de l'Égalité de genre et du Logement dans le gouvernement Löfven.

## Jeunesse
Märta Stenevi possède un diplôme en littérature de l'université de Lund ainsi qu'un doctorat en marketing de l'IHM Business School.

## Carrière
Entrée en politique avec le Parti de l'environnement Les Verts en 2012, elle devient conseillère régionale de Scanie en 2014.
Lors du remaniemen du gouvernement Löfven en février 2021, elle devient ministre du genre et du Logement en remplacement de Åsa Lindhagen (Genre) et de Per Bolund (Logement).